# Polynema koroleva
Polynema koroleva (лат.) — вид хальцидоидных наездников рода Polynema из семейства Mymaridae. Название вида в переводе с русского означает королева.

## Распространение
Новая Зеландия.

## Описание
Мелкие хальцидоидные наездники. Длина тела около 0,5 мм (самки от 560 до 610 мкм, самцы от 500 до 625 мкм). Отличается от близких видов следующими признаками: брахипетрия; переднее крыло с длинными дискальными щетинками длиной около 100 мкм; заднее крыло сильно редуцированное, без мембраны; скапус гладкий. Тело тёмно-коричневое, кроме петиоля светло-коричневое; скапус и педицель светло-коричневые, жгутик коричневый, но с булавой немного темнее жгутика; ноги светло-коричневые. Голова шире своей высоты; лицо с мелкими незаметными подтозчатыми бороздками. Усики со скапусом (за исключением короткого педицеля), в 3 раза больше ширины, гладкие; педицель гладкий, длиннее любого членика жгутика и в 2 раза больше ширины. Тело в основном гладкое и блестящее. Булава усиков 1-члениковая. Крылья с длинными краевыми щетинками. Усики очень длинные, больше длины головы вместе грудью. Предположительно, как и другие виды паразитоиды насекомых. Вид был впервые описан в 2021 году российско-американским гименоптерологом Сергеем Владимировичем Тряпицыным (Entomology Research Museum, Department of Entomology, Калифорнийский университет в Риверсайде, Калифорния, США) вместе с такими видами как P. aristokratka, P. markiza, P. grafinya, P. imperatrix, P. baronessa, P. princessa, P. rangatira